# Orochirus corrugata
Orochirus corrugata är en insektsart som beskrevs av Henri Saussure 1897. Orochirus corrugata ingår i släktet Orochirus och familjen syrsor. Inga underarter finns listade i Catalogue of Life.